# Katari
Katári (v Franciji albižáni po mestu Albi, v Italiji pataréni, v Bosni bogomili) (starogrško καθαροί: katharoí - 'čist') so bili pripadniki več heretičnih ločin iz zgodnjega srednjega veka, ki so zavračali uradno Cerkev in zakramente; katarizem pa je bilo družbeno in versko gibanje z dualističnimi krščanskimi in gnostičnimi elementi, ki se je širilo po Evropi od 11. do 14. stoletja. Gibanje ni imelo središča in je imelo privržence na področjih današnje Italije, Nemčije, Francije in Španije. Ponekod so bili znani kot bougres (Bolgari), kar nakazuje na njihovo balkansko poreklo njihovih bogomilskih prepričanj. Rimskokatoliška cerkev jih je razglasila za heretike.
Vse skupaj, se je začelo na Balkanu z bogomilstvom, svoje globoke korenine pa ima v perzijski religiji, manihejstvu in krščanstvu. Medtem, ko je pravoverna katoliška Cerkev s sedežem v Rimu v 12. stoletju vse bolj padala v hedonistične in tržne oblike delovanja, ter se neposredno vključevala med plemstvo in oblast, so z vzhoda, natančneje iz Bosne na Balkanskem polotoku pričele v vse bolj moralno razuzdano in pokvarjeno Zahodno Evropo prihajati nove zamisli o preprostem in predvsem asketskem življenju, ki so se med revnim ljudstvom začele hitro širiti, predvsem ob pogledu na njihove bogate in izprijene plemiče. Rimska cerkev se je ob tem pojavu počutila ogroženo, saj ji je padla podpora. Najprej so jih poizkusili spreobrniti, za kar se je še posebej trudil sveti Bernard, ko pa so sprevideli, da so vsi poizkusi zaman in, ker se je zdela nevarnost prevelika, je dozorela zamisel o vojni. Leta 1208 je papež Inocenc III. sprožil pravo križarsko vojno proti katarom.

## Izvor katarov
Katarska religija se ni razvila in oblikovala v Evropi, pač pa je tja že oblikovana prišla z vzhoda. Na zahodu, je le doživela nekatere majhne spremembe. 
Katarizem je morda imel svoje korenine v pavličanskem gibanju v Armeniji in vzhodni bizantinski Anatoliji in zagotovo v bogomilih prvega bolgarskega cesarstva, na katerega so vplivali pavličanci, ki so jih v Trakijo (Filipopolis) naselili Bizantinci. Čeprav se izraz katar že stoletja uporablja za identifikacijo gibanja ali je gibanje, ki se je identificiralo s tem imenom, je to stvar razprave. V katarskih besedilih so izrazi 'dobri moški' (Bons Hommes), 'dobre ženske' (Bonnes Femmes) ali 'dobri kristjani' (Bons Chrétiens) običajni izrazi samoidentifikacije.
Kar danes razumemo kot katarizem 12. stoletja se je začelo še v starem Ahemenidskem cesarstvu (550 pr. n. št. – 331 pr. n. št.), s staro perzijsko religijo, ki je učila dvojnost. Dobri bog (Ormust) proti hudobnemu duhu (arimanu). Med njima pa poteka boj za prevlado. Mani iz Babilonije je okoli leta 242 ustanovil manihejsko religijo, v kateri je povezal stari perzijski dualizem, egiptovsko gnozo, mitraizem, krščanstvo ter indijsko reinkarnacijo. Iz več religij je tako ustvaril novo religijo. Če njegov nauk zelo posplošimo, se glasi nekako takole. Dobri Bog je ustvaril duhovni svet (duša, duhovna bitja), hudobni duh pa materialni svet (mesenost, poželenje, užitke). V Perziji so bili manihejci preganjani, ker so odpadli od perzijske religije (Manija je dal okoli leta 276 perzijski šah križati) in zato so se umaknili v Indijo, kjer obstajajo (Parši) še danes ter na ozemlje Rimskega cesarstva. Zaradi svojega odpadništva od praktično vseh tedaj znanih velikih religij, predvsem pa krščanstva, ki je leta 313 postalo tolerirana religija, leta 395 pa državna religija, so manihejstvo preganjali tako na zahodnem (do 5. stoletja) kakor tudi na vzhodnem delu cesarstva (do 13./14. stoletja). Kot zanimivost velja omeniti, da je proti njim pisal tudi sveti Avguštin v svojih Izpovedih, ki je kar nekaj let svojega življenja preživel v njihovih miselnih krogih. V Mali Aziji in Siriji, kamor so se manihejci zatekli, je neki Pavel iz vzhodne Turčije v 6. stoletju delno priredil njihovo verovanje in nastali so pavličani. Na vzhodnem delu cesarstva, ki se je po letu 476 imenovalo Bizantinsko cesarstvo, so manihejci preživeli preganjanje, ki se je na zahodu zaključilo v 5. stoletju. V 10. stoletju so se tako pojavili na ozemlju današnje Bolgarije pod imenom bogomili, vendar pa je njihov nauk dovolj jasen, da jih lahko povežemo z manihejci. Iz Bolgarije in Srbije jih je v 12. stoletju pregnal Štefan Nemanja. Prebegnili so v Bosno, kjer so oblikovali bosansko cerkev, ki je bila v tistem času edina v Evropi, ki ni nudila podpore plemičem pri oblikovanju oblasti (več o bogomilih in bosenski cerkvi piše Ignacij Voje v Nemirnem Balkanu). Morda je zelo zanimivo to, da so sebe imenovali kristjane, čeprav so bili daleč od pravovernega krščanstva. Priznavali so Novo zavezo in molitev oče naš, verjeli pa so, da je stvarnik vsega oprijemljivega hudič, vsega nevidnega pa Bog. 
Potovanje bogomilov na sever se je v Bosni ustavilo. So bili sicer posamezni poizkusi, da bi se bogomilstvo razširilo na današnjem dolenjskem in v kranjskem, kar priča pismo papeža Gregorja IX. leta 1233, ki je pisal o širjenju herezij in omenjal tudi ti dve pokrajini, vendar pa so rezultati nezadovoljivi. V 15. stoletju je bosansko bogomilstvo propadlo in se islamiziralo pod Turki. Podobnosti manihejstva in bogomilsta na Balkanu in v Mali Aziji s katarizmom v južni Franciji so dovolj zgovorne, da moremo govoriti o eni religiji, za katero pa ne vemo, po kateri poti je prišla v Francijo. Vse, kar vemo, je, da so imeli manihejci v 12. stoletju v Franciji zborovanje, ki ga je vodil neki Grk (iz česar lahko sklepamo, da so prišli iz vzhoda), ki je tam ustanovil Albižansko cerkev, ki se je zelo razširila predvsem na jugu Francije, kjer se je razširila tudi med plemstvom (vanjo so vstopali grofje in drugi plemiči), medtem ko so jo na severu Francije zatrli. V Italiji so jih imenovali patareni, po predmestju Milana, kjer so bili dokaj razširjeni. Sami sebe pa so imenovali katari, kar pomeni 'čisti'. Čeprav so manihejci, oziroma katari prevzeli Jezusa in Jezusov evangelij, jih vseeno ne moremo imenovati za krščansko herezijo, saj je njen miselni tok perzijskega izvora. Je pa res, da so katari, predvsem v Evropi postajali mnogi odpadniki od krščanstva.

## Organizacija
Domnevno je imela cerkev katarjev v Languedocu razmeroma ravno strukturo, ki je ločevala med krščenimi perfecti (popolni) (izraz, ki ga niso uporabljali; namesto tega bonhommes) in navadnimi neverniki (credentes). Do okoli leta 1140 sta bila vzpostavljena bogoslužje in sistem nauka. Ustvarili so številne škofije, najprej v Albiju okoli leta 1165 in po koncilu 1167 v mestih Saint-Félix-Lauragais v Toulousu, Carcassonneju in Agenu, tako da so do leta 1200 obstajali štirje škofi. Približno leta 1225 je med zatišjem v albižanskem križarskem pohodu nastala Razeska škofija. Škofa sta podprla dva pomočnika: filius maior (navadno naslednik) in filius minor, ki so jim pomagali diakoni. Perfecti so bili duhovniška elita, ki so jo mnogi domačini zelo spoštovali, vodila je življenje varčnosti in dobrodelnosti.  Na apostolski način so služili ljudem in potovali v parih.

## Družbena razmerja
Ubijanje je bilo katarom gnusno. Posledično je bila perfectom prepovedan vsa živalska hrana (včasih izvzeta riba). Perfecti so se izogibali uživanju česar koli, kar je veljalo za stranski produkt spolne reprodukcije. Obsojali so tudi vojno in smrtno kazen - nenormalnost v srednjeveški Evropi. V svetu, v katerem jih je le malo znalo brati, jih je zavračanje prisege označilo za upornike proti družbeni ureditvi.
Katarjem je bilo razmnoževanje treba preprečiti, saj je nadaljevalo verigo reinkarnacije in trpljenja v materialnem svetu. Nasprotniki so trdili, da so se glede na to sovraštvo do reprodukcije na splošno zatekli k sodomiji. Takšen je bil položaj, ko je obtoženi krivoverstva zoper osumljenega katarja običajno zavrnil, če bi obtoženi lahko pokazal, da je zakonito poročen.
Ko je škof Fulk iz Toulousa, ključni vodja protikatarskih preganjanj, vznemiril Languedoške viteze, da ne prevzemajo več pridnih heretikov, je dobil odgovor: »Ne moremo. Odrasli smo sredi njih. Med njimi imamo sorodnike. In vidimo jih žive življenja popolnosti.«

## Teologija
Kozmologija katarov je poznala dualizem, nasprotujoča si božanstva. Prvi je bil dober Bog, upodobljen v Novi zavezi in ustvarjalec duha, drugi pa zlobni Bog, upodobljen v Stari zavezi in ustvarjalec materije in fizičnega sveta. Slednji, ki ga pogosto imenujejo Rex Mundi ('kralj sveta'), je bil opredeljen kot bog judovstva in je bil bodisi povezan s Satanom, bodisi veljal za Satanovega očeta, ustvarjalca ali zapeljivca. Problem zla so rešili tako, da so zapisali, da je dobra božja moč, da dela dobro, omejena z zlobnimi Božjimi deli in obratno. Vso vidno snov, vključno s človeškim telesom, je ustvaril ta Rex Mundi; materija je bila zato umazana z grehom. Pod tem pogledom so bili ljudje v resnici angeli, ki jih je Satan zapeljal pred nebeško vojno proti Mihaelovi vojski, po kateri so bili prisiljeni preživeti večnost, ujeti v zlobnem Božjem materialnem kraljestvu. Katari so učili, da se je treba za pridobitev angelskega statusa popolnoma odreči materialnemu v sebi. Dokler nekdo ni bil pripravljen na to, je obtičal v krogu reinkarnacije, obsojen na življenje na pokvarjeni Zemlji.
Take misli so katari povezali s Svetim pismom. Od tu je zrasla ostra graja bogate in mogočne ter politično vplivne srednjeveške cerkve, ki naj bi bila delo hudobnega duha in ovirala ljudi na poti k odrešenju. Ohranilo se je le malo spisov s katarskimi nauki, ki jih lahko izluščimo iz ohranjenih spisov Katoliške cerkve. O zakramentu birme pravijo, da ni nič in da ničesar ne doseže. O sveti evharistiji pravijo, da je bila prvotno le spomin na Jezusovo telo in kri in da ni nič boljša ali koristnejša kakor drug kruh in drugo vino. O zakramentu pokore trdijo, da kesanje, spoved in zadoščenje nimajo prav nobenega vpliva na zveličanje. Po katarsko naj ne bi bila učinkovita nobena pokora. Edino kar odrešuje naj bi bilo njihovo polaganje rok. Prepovedujejo, da bi se človek branil in pri tem napadalca ranil, ter trdijo da nobena svetna oblast ne sme zločinov maščevati na telesu z mečem.

## Vojna
V 12. stoletju je imela cerkev veliko nasprotnikov. Poleg muslimanov, ki so ogrožali sveto mesto Jeruzalem, in proti katerim je že Urban II. leta 1096 sklical 1. križarsko vojno, se je v Evropi razvilo veliko gibanj, ki so nekatera bolj druga manj ostro obsojala delovanje takratne cerkvene oblasti. Posamezne skupine je cerkev uspela pridobiti na svojo stran. Eni izmed teh so bili tudi frančiškani, katerih ustanovitelj sveti Frančišek Asiški, leta 1210 je v bogati in politično vplivni cerkvi videl popolno nasprotje Kristusovega uboštva in pokornosti. Vendar pa je frančiškane papež Inocenc III. uspel spraviti na barko Rimske cerkve. Uspelo mu je celo pridobiti dominikance za pridiganje med krivoverci. Vendar pa stvari niso šle tako zlahka kakor pri Frančiškovih bratih. 
Valdazeni (eno izmed krivoverskih gibanj), se niso hoteli pokoriti škofovi oblasti, katari, pa vidijo v katoliški cerkvi proticerkev. S takim razmišljanjem so bili katoliškim veljakom in papežu vseskozi trn v peti. Sprva jih je poizkusil spreobrniti. V misijone je poslal Bernarda iz Clairvauxa (sv. Bernard), znamenitega pridigarja (pridigal in klical je tudi na sveto križarsko vojno) in takrat veliko cerkveno avtoriteto, ki naj bi jih spreobrnil, a mu to ni uspelo. Prišlo je celo tako daleč, da je ob porazu priznal, da so katari boljši od pravovernih katoličanov. Ker ni bilo nikakršnega uspeha je papež leta 1199 katarizem razglasil za herezijo in začel kot dokončno rešitev pripravljati križarski pohod. Vendar pa še ni obupal nad mirno rešitvijo glede vprašanja katarov. Okoli leta 1208 je na pot poslal še enega izmed kasnejših svetnikov, Dominika Guzmana. Ko se je tudi ta vrnil brez uspeha, je napočil čas za dokončni obračun. 
Leta 1208 je papež Inocenc III. sklenil zavezništvo s francoskim kraljem Filipom II. in sprožil proti katarom albižanska vojno. Povod za samo vojno je bil uboj papeževega legata Petra Castelnaua, ki je bil na pogajanjih s katari in je, najverjetneje s strani odposlanca Rajmonda VI., Touluškega, bil ubit ob povratku v Rim. Križarski vitezi so namesto osvobodilne vojne v Sveti deželi, raje obračunali s francoskimi plemiči na jugu Francije. Vojna je sčasoma prerasla v boj med plemiči s severa proti plemičem z juga Francije. Papež je plemičem zagotovil odpustek za zločine, ki jih bodo storili ter odpustek vseh dolgov, ki jih imajo. S tem se je začela resnično prava verska vojna z vsemi njenimi značilnostmi. Vojna je bila krvava, umazana in neprizanesljiva, trajala pa je do leta 1324, ko so na grmadi sežgali zadnjega perfecta Guillauma Belibasta. V zavezništvu s francoskim kraljem so v albižanski vojni (1209–1229) pobili več deset tisoč ljudi. Preživeli so pobegnili v Pireneje, kjer so skušali preživeti v utrjenih votlinah. Vendar je bil to šele začetek tega več kakor sto let trajajočega preganjanje katarov. Leta 1231 je papež Gregor IX. vpeljal papeško inkvizicijo kot stalno ustanovo za preganjanje in iskanje krivovercev, bila usmerjena na katarsko herezijo, in je skupaj z njo tudi usahnila. Dobrih 20 let kasneje leta 1252 papež Inocenc IV. vpeljal tudi mučenje za dosego priznanja krivde.
V sami vojni je bilo pobitih približno milijon ljudi. Križarji so opustošili vso južno Francijo in njen razvoj ustavili za celi dve stoletji. Zmaga v tej vojni je v cerkvi zapisana kot velika zmaga proti krivovercem in kot zmaga v boju za cerkveno enotnost. Pod vodstvom Simona Montfortskega in dominikancev so se dogajale številne grozote. Mesta in vasi, ki so se vdale brez boja so dobesedno zravnali z zemljo. Vsakogar so preverjali za desetletja nazaj in velikokrat se je dogodilo, da je na grmadi končal večji del prebivalstva kakega mesta ali vasi. Še veliko huje pa se je zgodilo z uporniškimi mesti. Béziers, mesto ob vznožju Pirenejev, je imelo ob zavzetju leta 1229 dvajset tisoč prebivalcev in se je vdalo šele po večmesečnem obleganju. Ko so ga zavzeli, se je izkazalo, da med prebivalci precej katoličanov. Podrejeni so vprašali poveljnika kaj storiti s prebivalci. Po krajšem premisleku je izdal ukaz naj pobijejo vse, saj »bo Bog na drugem svetu že vedel, kako ločiti zrno od plev«.
Ob vseh grozodejstvih, ki so jih križarji počeli pa tudi katari niso stali križem rok. Ostrejša ko je bila vojna in bolj ko so se križarji bližali katarom zvestim mestom, hitreje so na težko in nedostopnih mestih gradili neosvojljive gradove, do katerih je dostop še danes težaven. Izhodišče za začetek potovanja po deželi katarov je mesto Carcassonne, eno od središč katarov. Še danes je ohranjena trdnjava in mestna stolnica. Pot nas nato pelje do trdnjave Puylaurens, ki stoji na vrhu 400 m visokega grebena, pot do nje pa je strma in zelo izpostavljena. Sledi ji grad Quéribus, ki stoji na vrhu kamnitega zoba, obdajajo pa ga več stometrski prepadi. Nekaj kilometrov proč stoji orjaška trdnjava Peyrepertuse. In tudi po vseh ostalih hribih so razpostavljene mogočne trdnjave, ki pričajo o mogočni, obenem pa krvavi zgodovini južne Francije.
Kljub vsem prizadevanjem, da bi se katari ohranili, pa so bil vsi poizkusi ob tako fanatičnem nasprotniku povsem zaman. V slogu pravega križarskega osvajanja je križarska vojska zavzela vsako vas in vsako mesto, ter pobila njihove prebivalce. Tisti pa, ki so preživeli, so se zatekli v gorske trdnjave, kjer so upali, da jim oblegovalci ne bodo mogli do živega. Kljub temu, da so bile trdnjave nezavzetne, pa proti herezijska vojska ni odnehala. Ko je zmanjkalo mest in vasi, ki bi jih lahko zavzeli so se lotili še teh trdnjav. Vsako posebej so obkolili in izolirali od zunanjega sveta, nato pa izstradali in zavzeli vse do zadnje. Kot zadnja je padla  trdnjava Montségur leta 1244. Vanjo se je zateklo približno 900 ljudi, ki so jo branili polnih deset mesecev. Križarji so jim obljubili življenje, če se predajo, a polovica preživelih je že sama poskakala v prepade pod trdnjavo, ostale pa so križarji poslali na grmado. Padec zadnje trdnjave pa je pomenil tudi konec gibanja v Franciji. Redki preživeli so se porazgubili po vsej Evropi in izginili v pozabo, z njimi pa tudi njihova tradicija in znanje. Zadnji perfecti, Guillaum Belibasta je bil na grmadi sežgan leta 1324, dokončno pa je inkvizicija prenehala preganjati katare leta 1412.

## Poznejša zgodovina
Po zatrtju katarov so bili potomci diskriminirani, včasih pa so morali živeti zunaj mest in njihove obrambe. Ohranili so svojo katarsko identiteto, kljub ponovni vključitvi v katolištvo. Vsaka uporaba besede katar, ki se nanaša na ljudi po zatrtju katarov v 14. stoletju, je kulturna ali podedovana referenca. Zanimanje za katare, njihovo zgodovino, zapuščino in verovanja se nadaljuje.

### Pays Cathare
Izraz Pays Cathare, ki v francoščini pomeni 'katarska država', se uporablja za označevanje dediščine katarov in zgodovine regije, kjer je bilo gibanje tradicionalno najmočnejše. To območje je osredotočeno na trdnjave, kot sta grad Montségur in Carcassonne; tudi francoski departma Aude uporablja naslov Pays Cathare v turističnih brošurah. Na teh območjih so ruševine iz vojne proti katarom vidne še danes.
Promocija identitete Pays Cathare pa ni nujno ustrezna. Številnih promoviranih gradov niso gradili katari, ampak lokalni plemiči, pozneje pa so jih mnogi obnovili in razširili za strateške namene. Dobra primera sta veličastna gradova grad Quéribus in Peyrepertuse, ki sta oba zasidrana na prepadnih stenah na zadnjih obronkih gorovja Corbieres. Bili so nekaj sto let obmejne trdnjave, ki so pripadale francoski kroni in večina tega, kar je še ostalo, izvira iz obdobja po katarih. Mnogi menijo, da je grofija Foix dejansko zgodovinsko središče katarov.

## Izpraševanje heretikov
Da bi našel nekaj preostalih krivovercev v vasi Montaillou in okoli nje, je Jacques Fournier, pamierski škof, bodoči papež Benedikt XII. zaslišal tiste, za katere so sumili, da so bili krivoverci, v navzočnosti pisarjev, ki so snemali njihove pogovore. Dokument poznega 13. do zgodnjega 14. stoletja, ki so ga v vatikanskem arhivu odkrili v 1960-ih in ga je uredil Jean Duvernoy, je osnova za delo Emmanuela Le Roya Ladurieja Montaillou: Obljubljena dežela napak.

## Zgodovinske raziskave
Objava zgodnje znanstvene knjige Križarski pohod proti gralu mladega Nemca Otta Rahna v 1930-ih je znova vzbudila zanimanje za povezavo katarov in svetega grala, zlasti v Nemčiji. Rahn je bil prepričan, da je delo Parzival iz 13. stoletja Wolframa von Eschenbacha prikrit zapis katarov. Filozof in nacionalsocialistični vladni funkcionar Alfred Rosenberg naklonjeno govori o katarih v Der Mythus des zwanzigsten Jahrhunderts. Celo Henry C. Lea (1825–1909), oster nasprotovalec Katoliški Cerkvi in velik kritik inkvizicije, je priznal, da je bila pravovernost razlog napredka in civilizacije ter da če bi katarizem postal vodilna religija ali že če bi lahko obstajal kot katoliški enakovredna veroizpoved, bi njegov vpliv gotovo postal katastrofalen za evropsko družbo.
Akademske knjige v angleščini so se prvič pojavile v začetku tisočletja: na primer, The Cathars Malcolma Lamberta in The Cathars Malcolma Barberja.
Od 1990-ih in vse do danes so zgodovinarji, kot je R. I. Moore, radikalno izpodbijali obseg, v katerem je katarizem kot institucionalizirana religija dejansko obstajal. Na podlagi dela francoskih zgodovinarjev, kot sta Monique Zerner in Uwe Brunn, Mooreova Vojna proti krivoverstvu trdi, da je katarizem »prihajal iz virov (polnih domišljije) cerkovnikov, z občasnimi okrepitvami raznih in neodvisnih manifestacij lokalnega antiklerikalizma ali apostolskega navdušenja«. Skratka, Moore trdi, da moški in ženske, ki so jih preganjali kot katare, niso bili privrženci skrivne religije, uvožene z vzhoda, temveč so bili del širšega duhovnega preporoda, ki se je zgodil v poznem 12. in začetku 13. stoletja. Mooreovo delo kaže na večji zgodovinopisni trend k preučevanju, kako je zgradila cerkev.

## V umetnosti in glasbi
Glavna zapuščina katarskega gibanja je v pesmih in pesnitvah katarskih trubadurjev, čeprav je ta umetniška zapuščina le manjši del širše okcitanske jezikovne in umetniške dediščine. Nedavni umetniški projekti, ki se osredotočajo na element katarov v provansalski in trubadurski umetnosti, vključujejo komercialna snemanja projektov Thomasa Binkleyja, umetnika Valentina Clastrierja in njegove CD Heresie, posvečene cerkvi v Catharsu, La Nef in Jordi Savall. Okcitanska pesem Lo Boièr je še posebej povezana s katari.
Katarji so upodobljeni v betonski skulpturi Les Chevaliers Cathares Jacquesa Tissinierja ob l'autoroute des Deux Mers v Narbonnu.